# Gault-Millau

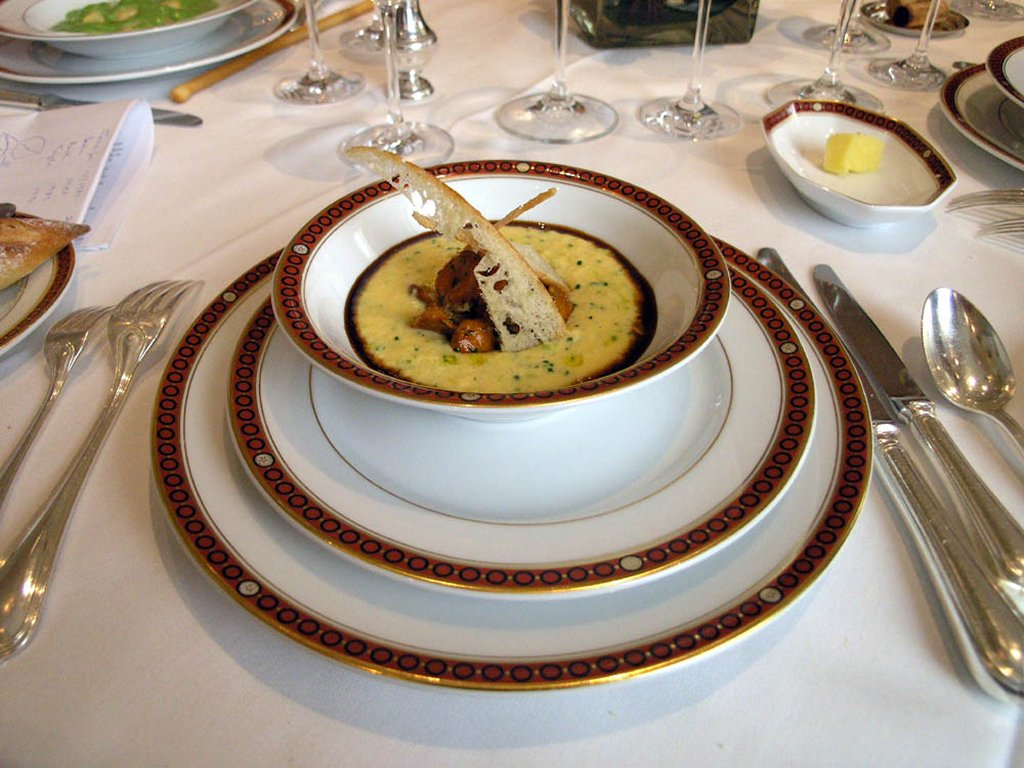
Nouvelle cuisine.

Henri Gault y Christian Millau son dos críticos gastronómicos, célebres por la divulgación de la nouvelle cuisine de los 1960s-70 que se caracterizan por la eliminación de las salsas estereotipadas y un retorno a los sabores fundamentales de los alimentos. Los cocineros más célebres en este movimiento culinario son Paul Bocuse, los frères Troisgros y Michel Guérard.

## Literatura
- Gault-Millau Nos recettes préférées à la maison, Éditions n.° 1, Paris, 1983
- GaultMillau L'Encyclopédie du Goût par Christian Teubner, 2002